# 평면 배치 기법

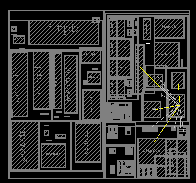
평면배치기법을 사용한 IC layout 편집 창

평면 배치 기법, 플로어플랜(Floorplan)은 전자 설계 자동화에서 Logic Design된 회로를 자르고 옮겨서 Physical Design, 즉 실질적으로 제조(fabrication)을 위한 기능 블록을 배치하는 공정을 일컫는 말이다. EDA: electronic design automation의 한 공정이다. Logic Design된 블록을 어떻게 배치하고 효율적으로 연결하느냐는 제조공정의 비용과 바로 연결되기 때문에 아주 중요한 공정이다.
Slicing Floorplans, Non-slicing floorplans, Simulated Annealing Approach, B*-Tree, Cost function등의 여러 가지 수학 및 시뮬레이션 기법이 사용된다.